# Бургер, Иржи
Иржи Бургер (чеш. Jiří Burger, родился 8 мая 1977 в Кладно) — бывший чешский хоккеист, нападающий. Чемпион Чехии 2001 года. Завершил игровую карьеру в 2017 году.

## Карьера
Иржи Бургер начал свою карьеру в 17 лет, дебютировав в чешской Экстралиге за «Кладно». Летом 2000 года отправился в Финляндию, но уже по ходу сезона вернулся в Чехию. Возвращение получилось очень удачным, Бургер в составе клуба «Всетин» стал чемпионом Экстралиги. Во второй половине сезона 2001/02 он перешёл в «Витковице», за который отыграл следующие 15 сезонов. Бургер вместе с «Витковице» трижды выходил в финал чемпионата Чехии, но чемпионский титул им выиграть не удалось.
После окончания сезона 2015/16 вернулся в родной клуб «Кладно». Летом 2017 года завершил игровую карьеру.
С 1999 по 2007 год играл за сборную Чехии на турнирах Еврохоккейтура.

## Достижения
- Чемпион Чехии 2001
- Серебряный призёр чемпионата Чехии 2002, 2010 и 2011

## Статистика
- Чешская экстралига — 1129 игр, 822 очка (334+488)
- Чешская первая лига — 62 игры, 50 очков (14+36)
- Финская лига — 25 игр, 15 очков (5+10)
- Лига чемпионов — 11 игр, 6 очков (0+6)
- Кубок Шпенглера — 7 игр, 3 очка (0+3)
- Сборная Чехии — 31 игра, 8 очков (7+1)
- Всего за карьеру — 1265 игр, 904 очка (360 шайб + 544 передачи)